# Nikki Hudson
Nicole Elaine Hudson (Rockhampton, 6 de julio de 1976) es una exjugadora australiana de hockey sobre césped.

## Trayectoria
Hudson tuvo su debut olímpico Sídney 2000. En los Juegos Olímpicos realizados en su país derrotó a Argentina en la final y ganó la medalla de oro.